# Distimia
Perturbação depressiva persistente (português europeu) ou Transtorno depressivo persistente (português brasileiro) ou distimia é um transtorno do humor que acomete de 3 a 5% da população  e se caracteriza por problemas cognitivos e físicos presentes na depressão, com sintomas menos severos porém mais duradouros. O conceito foi criado por Robert Spitzer como um substituto para o termo "personalidade depressiva" no final da década de 1970.
De acordo com a quarta edição do Manual Diagnóstico e Estatístico de Transtornos Mentais, publicado em 1994 (DSM-IV), a distimia é um estado grave de depressão crônica, que persiste por pelo menos dois anos (ou um ano para crianças e adolescentes). A distimia é menos aguda e severa do que o Transtorno depressivo maior.
No DSM-5, o termo "Distimia" foi substituído por "Transtorno depressivo persistente (TDP)". Esta nova condição inclui tanto o transtorno depressivo maior crônico quanto o transtorno distímico anterior. A razão para essa mudança é que não havia evidência de diferenças significativas entre essas duas condições.

## Sinais e sintomas
A distimia apresenta uma série de características típicas: baixa energia e motivação, baixa autoestima e incapacidade de encontrar satisfação nos afazeres do dia a dia. Ela, na forma leve, pode resultar em pessoas que evitam o estresse para, assim, evitar oportunidades de falha. Em casos mais severos, a pessoa pode se afastar de toda atividade diária.  Essas pessoas geralmente encontram prazer em atividades e passatempos pouco usuais. O diagnóstico de distimia pode ser difícil devido à natureza sutil dos sintomas e os pacientes muitas vezes podem escondê-los em situações sociais, tornando desafiador para os outros detectarem seus sintomas. Adicionalmente, a distimia ocorre frequentemente junto a outros distúrbios psicológicos, o que acrescenta um nível de complexidade na determinação da presença de distimia, particularmente porque há, geralmente, uma sobreposição dos sintomas dos transtornos. Há uma alta incidência de comorbidade naqueles com distimia. O comportamento suicida também é um problema particular em pessoas com distimia. É vital procurar sinais de depressão maior, transtorno de pânico, Transtorno de ansiedade generalizada, TPH (Transtorno de Personalidade Histriônica), sensualidade inadequada e transtorno de personalidade que resulta em baixa autoestima, com destaque para a autocomparação com celebridades com quem tenta igualar-se, já que não reconhece a sua própria personalidade.
Os critérios do DSM-5 para a distimia estipulam a presença de um humor deprimido a maior parte do tempo por pelo menos dois anos em adultos e de um ano para crianças e adolescentes. Para satisfazer os critérios, o paciente também não deve ter sintomas que possam ser melhor explicados por um transtorno depressivo maior, e jamais deve ter tido um episódio maníaco ou hipomaníaco.

## Diagnóstico
O Manual Diagnóstico e Estatístico de Transtornos Mentais IV (DSM-IV), publicado pela Associação Psiquiátrica Americana, caracteriza o distúrbio distímico.  O sintoma essencial envolve o sentimento individual deprimido na maioria dos dias e partes do dia, durante pelo menos dois anos e fibromialgia. Baixa energia, distúrbios no sono ou de apetite e baixa autoestima normalmente também contribuem para o quadro clínico. Os sofredores têm, frequentemente, experimentado distimia por muitos anos antes de serem diagnosticados. Pessoas ao seu redor, muitas vezes, descrevem o sofredor em palavras semelhantes a "apenas uma pessoa mal-humorada". Observam-se os seguintes critérios diagnósticos:
- Humor deprimido na maior parte do dia (dois anos em adultos, um ano em crianças e adolescentes)
- Presença de duas ou mais características:
  - Apetite diminuído ou aumentado
  - Insônia ou hipersonia
  - Baixa energia ou fadiga
  - Baixa autoestima
  - Fibromialgia
  - Dificuldade em tomar decisões
  - Pessimismo permanente
  - Baixa capacidade de se concentrar
  - Sentimento de desesperança
- Durante o período de dois anos, os sintomas acima nunca são ausentes por mais de dois meses consecutivos.
- Durante a duração do período de dois anos, o paciente pode ter tido um episódio perpétuo de depressão maior.
- O paciente não teve nenhum episódio maníaco, hipomaníaco, ou misturado.
- O paciente por vezes satisfez os critérios para Ciclotimia
- A depressão não existe apenas como parte de uma psicose crônica (como esquizofrenia ou distúrbio delirante).
- Os sintomas muitas vezes não são causados diretamente por uma doença médica (exemplo: hipotireoidismo) ou por substâncias, incluindo abuso de drogas ou outros medicamentos.
- Os sintomas causam problemas significativos ou angústia social, familiar, no trabalho, nos estudos ou outras áreas importantes de funcionamento da vida.[12]

## Causas
Não há causas biológicas conhecidas que se apliquem consistentemente a todos os casos de distimia, o que sugere a origem diversa da doença. No entanto, há algumas indicações de que há uma predisposição genética para distimia: "A taxa de depressão nas famílias de pessoas com distimia é tão alta quanto cinquenta por cento para a forma de início precoce da doença". Outros fatores ligados à distimia incluem estresse, isolamento social, histrionismo e falta de apoio social.

## Tratamento

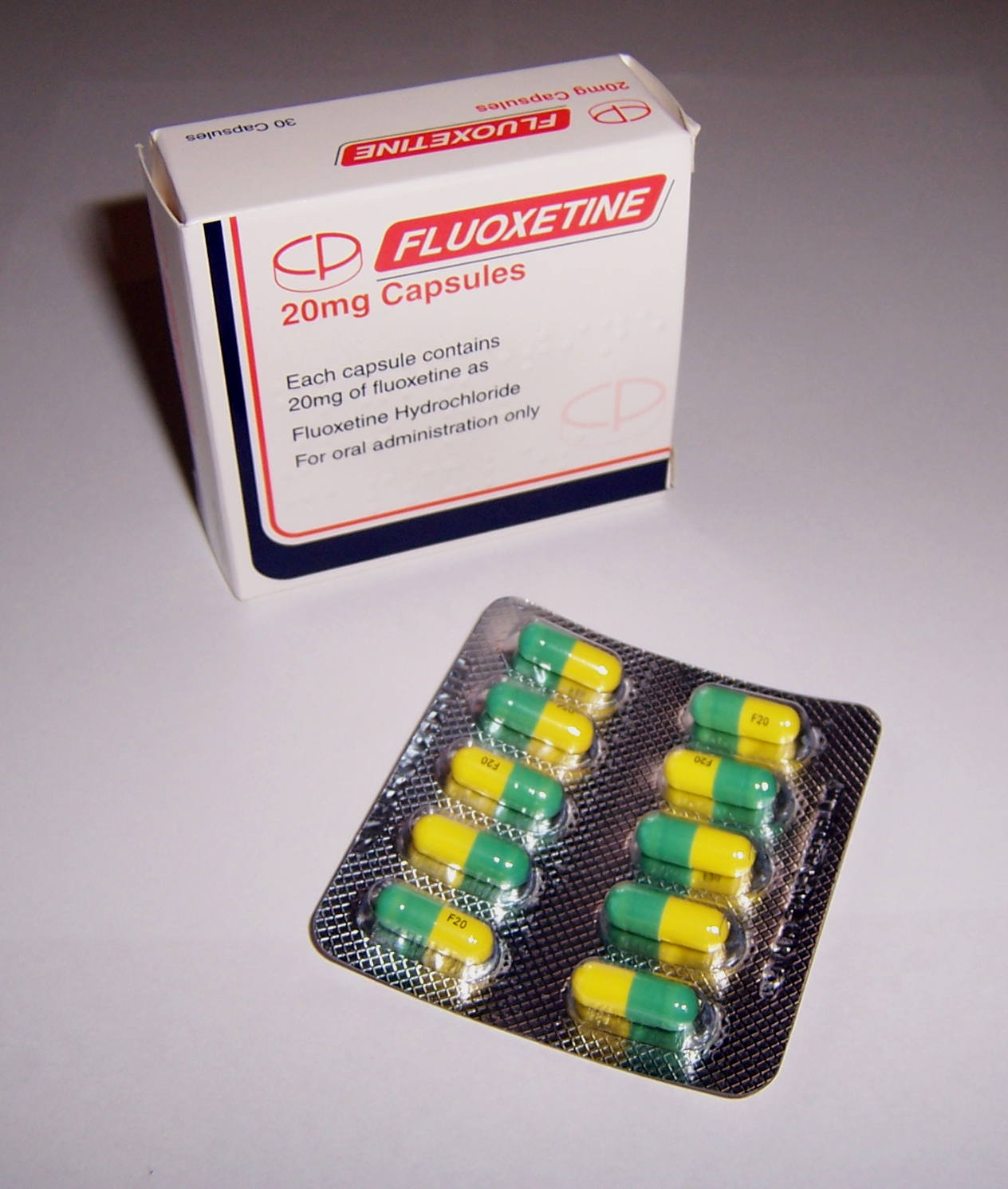
Normalmente, a distimia é tratada com Inibidores seletivos da recaptação da serotonina (ISRS) como a fluoxetina (nomes comerciais: Prozac, Daforin) em conjunto com psicoterapia ou só com a psicoterapia.

Muitas pessoas com distimia respondem bem ao tratamento com medicamentos antidepressivos. Para depressões brandas ou moderadas, a Associação de Psiquiatria Estadunidense, no ano 2000, em suas diretrizes para tratamento de pacientes com desordens depressivas severas, aconselha que a psicoterapia sozinha ou acompanhada de antidepressivos pode ser apropriada.
Durante a psicoterapia, uma possível abordagem baseada na psicologia cognitiva envolveria mediar formas mais saudáveis de enfrentamento, mediar novas formas de mobilizar recursos (ambientais, sociais, informativos...), ensinar técnicas de relaxamento, levar o paciente a refletir sobre as vantagens de encarar seus problemas com pensamentos mais otimistas e promover maior qualidade de vida mediando comportamentos como se exercitar, manter uma rotina e fontes de alívio de estresse mais saudáveis.
Já uma terapia baseada na psicologia comportamental poderia se focalizar mais numa reeducação de padrões de comportamento que desencadeiam reações de estresse, um treino de assertividade e em uma dessensibilização sistemática dos eventos mais estressores.
É importante ressaltar que a psicoterapia mais adequada varia muito de acordo com o paciente e a experiência do profissional.
Após o final do período de distimia, o paciente começa a relatar a (re)tomada de gosto por atividades que antes considerava chatas ou entediantes. Nessa nova fase, é comum lamentar o tempo perdido e todos os transtornos que a doença causou em sua vida social e/ou profissional. Uma sensação de vazio interior é descrita por muitos pacientes, o que leva o tratamento a abordar agora essa nova condição do indivíduo.
Porém, deve-se ressaltar, também, que a Distimia, por ser crônica, não possui uma cura definida. Em quase todos os casos, o paciente distímico volta a ter recaídas depressivas e seus sintomas distímicos também reaparecem.